# Fraktur (medicin)
En fraktur (fx) eller ett benbrott innebär att ett ben helt eller delvis förlorat sin sammanhängande struktur. Det uppstår när benet utsätts för större belastning än det klarar av, exempelvis vid yttre skada (medicinskt trauma). Frakturer medföljs ofta av mjukdelsskador runt benbrottet.
Benskörhet ökar signifikant risken för frakturer.

## Typer av frakturer
För artiklar om olika frakturer, se Kategori:Fraktur

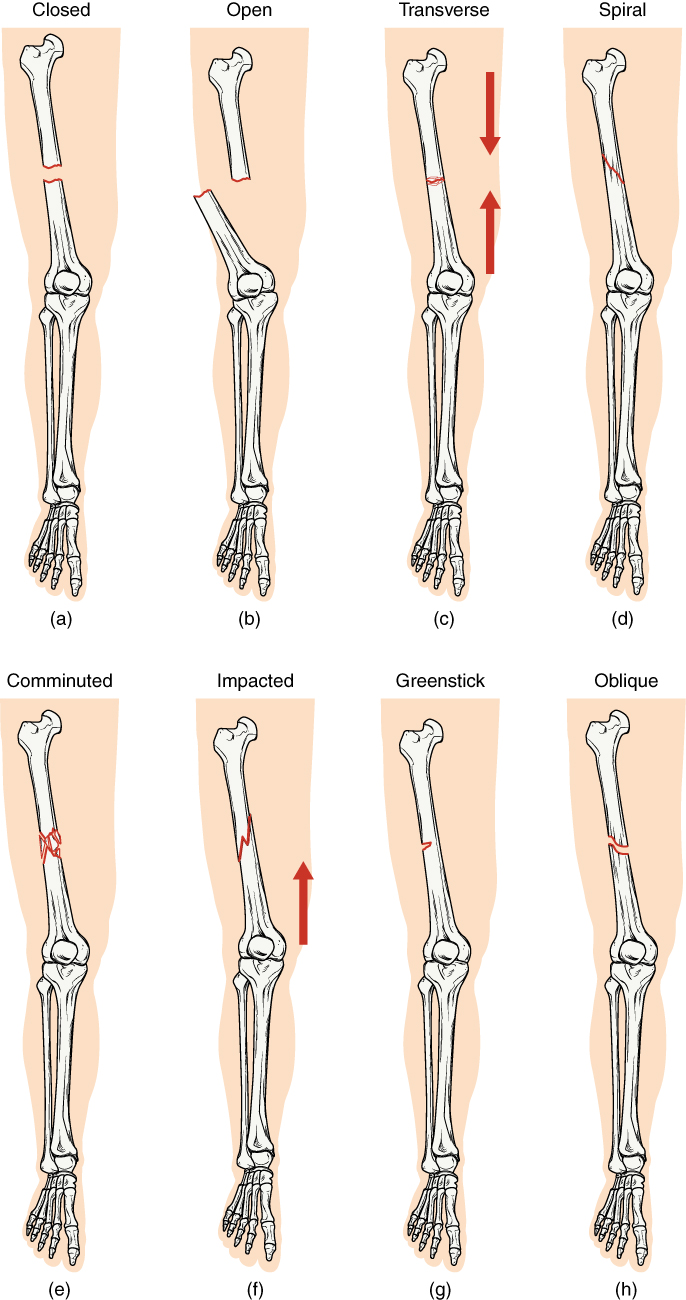
Olika frakturtyper:
(a) stängd fraktur
(b) öppen fraktur
(c) transversell fraktur/tvärfraktur
(d) spiralfraktur (efter vridvåld)
(e) komminut fraktur (fraktur med flera ”bitar”)
(f) inkilad fraktur
(g) greenstickfraktur (fraktur hos barn där benet böjts till den grad att en mindre fraktur uppstått)
(h) snedfraktur

Frakturer kan delas in på olika sätt - efter anatomisk lokalisation, orsak, utseende, om de är öppna eller slutna, och om de är stabila eller instabila.

### Patologiska frakturer
Patologiska frakturer är frakturer i ben som försvagats till följd av metastaser eller myelom (benmärgscancer). Om ben försvagats till följd av metastas eller myelom kan frakturen uppstå med minimalt medicinskt trauma, eller helt utan yttre påverkan.
Skelettmetastaser är en vanlig form av cancermetastas vid bröstcancer, prostatacancer, njurcancer och lungcancer. De uppstår oftast i lårben, bäcken, kotpelare och/eller överarm.

### Öppna frakturer

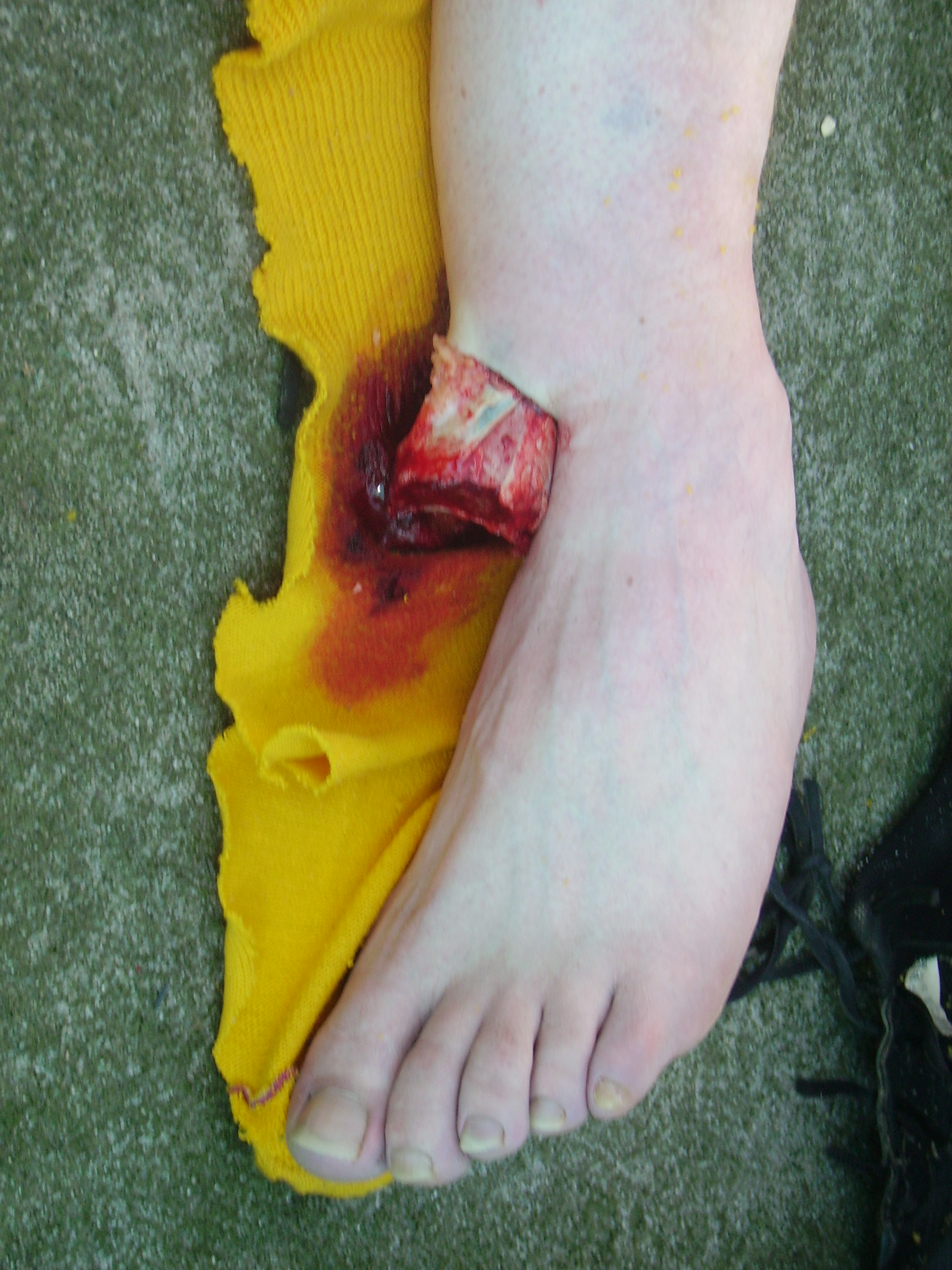
En öppen vristfraktur som luxerat

Vid en öppen fraktur har ett eller flera ben trängt igenom huden vilket innebär att såväl hud, underhud, muskulatur och skelett skadats. Öppna frakturer kan tillkomma till följd av att det yttre traumat skadar så pass mycket mjuk vävnad att benet/benen syns, eller att benet/benen penetrerar mjukdelarna inifrån och ut vid skadetillfället.
Allvarlighetsgraden av öppna frakturer klassificeras utifrån Gustillo-Andersens klassifikationsskala:
- Typ I: Genomsticket och såret är mindre än 1cm.[5]
- Typ II: Såret är större än 1cm, men mjukdelsskadan är ändå relativt liten.[5]
- Typ III: Antingen en öppen segmentär fraktur (d.v.s. benet har skadats på två ställen, på ett sätt som gör att en isolerad bit av benet lossnat), en öppen fraktur med stor mjukdelsskada eller en traumatisk amputation (d.v.s. benet/armen har lossnat till följd av skada).[5]
  - Typ III A: Mjukdelsskadan är stor, men det går att försluta såret utan behov av hudtransplantation eller dylikt.[5]
  - Typ III B: Mjukdelsskadan är stor, och det går inte att sluta såret primärt.[5] (exempelvis till följd av att hud lossnat och mjukdelarna under tagit kraftig skada)
  - Typ III C: Öppen fraktur som kräver reparation av artär, oavsett hur stor eller liten mjukdelsskadan i övrigt är.[5]

## Komplikationer
Vilken/vilka komplikationer som fås och risken för vardera varierar stort beroende på frakturen och patientens hälsa/ålder/tillstånd/livsstil i övrigt.
- Livshotande komplikationer: Blödning/blodkärlsskada (kan leda till hypovolemisk chock), pneumothorax (punkterad lunga), pneumoni (hos äldre kan pneumoni vara dödligt; komplikation av immobilisering), tromboembolism eller rabdomyolys.[6]
- Tidiga lokala komplikationer: Blodkärlsskada; invärtes skada som leder till hjärnskada, lungskada eller blåsskada; skada på omkringliggande mjukdelar/nerver; hemartros (blödning i lederna); kompartmentsyndrom; lokal infektion; frakturblåsor (blåsor på huden vid frakturstället).[6]
- Tidiga systemiska komplikationer: fettemboli (emboli till följd av fett i blodomloppet); cirkulationssvikt; tromboembolism; försämring av redan existerande sjukdomar (såsom diabetes eller kranskärlssjukdom); pneumoni.[6]
- Sena lokala komplikationer: felläkning; ledstelhet; kontrakturer (felställningar i leder); myositis ossificans; osteonekros; komplext regionalt smärtsyndrom; osteomyelit.[6]
- Sena systemiska komplikationer: kallbrand; stelkramp; sepsis.[6]

## Diagnostik
Frakturer undersöks genom klinisk observation, distalstatus (kontroll av motorik, sensorik och cirkulation för att upptäcka eventuella kärl- och nervskador) samt någon form av röntgen (såsom datortomografi, magnetkameraundersökning och/eller slätröntgen). Om misstanke föreligger om benskörhet eller patologisk fraktur undersöks även detta.

## Behandling
Frakturer behandlas antingen kirurgiskt eller konservativt (icke-kirurgiskt).
Kirurgisk behandling blir aktuell om frakturen inte går att återföra i rätt läge (reponera) icke-kirurgiskt, om det finns många frakturdelar, om frakturen är i en led, eller om frakturen är instabil. Vid kirurgisk frakturbehandling används ofta osteosyntes (spikar, skruvar, pinnar, etc.) för att fixera benen på rätt plats.
Konservativ frakturbehandling används när kirurgisk behandling inte är nödvändig för att reponera frakturen, och frakturen kan immobiliseras med gips, ortos eller mitella. Svullnad och blödning kan försvåra konservativ reponering.

## Frakturläkning
Vid frakturen uppstår en blödning. Blodet koagulerar, och koaglet ersätts successivt av fibrös bindväv och brosk. Mellan och runt frakturändarna bildas kallus, en hård substans bestående av bindväv och brosk. Allt eftersom ersätts kallusvävnaden med benvävnad, varefter osteoklaster bryter ned överflödig benvävnad. Hos vuxna kan frakturläkningen ta flera månader, ofta med bestående avvikelser i benet. Om avvikelserna i benformationen inte är så stora kommer de successivt att rättas till med tiden, genom skelettets ständiga förnyelseprocess.
God blodcirkulation och immobilisering är en förutsättning för god frakturläkning. I övrigt kan även ålder, systemsjukdomar (sjukdom som drabbat hela kroppen), benskörhet, allmäntillståndet, skadans allvarlighetsgrad och behandlingsplanen påverka läkningsprocessen. Rökning försvårar läkningsprocessen och ökar risken för komplikationer vid frakturläkning.

### Felläkning
Cirka 5-10 procent av alla frakturer läker inte som de ska. En felläkt fraktur kallas för pseudartros (falsk led). Riskfaktorer för pseudartros är att frakturen är öppen och mjukdelsskadan är stor; hög ålder; rökning; hög alkoholkonsumtion; diabetes; undernäring; användning av läkemedel såsom NSAID och kortison. Pseudartros behandlas kirurgiskt, genom att man transplanterar benvävnad från ett annat ställe i kroppen, för att stimulera frakturläkningen.